# Jonathan Coleman
Jonathan David Coleman (nascut el 23 de setembre de 1966) és un polític neozelandès i diputat de la Cambra de Representants de Nova Zelanda, representant la circumscripció electoral de Northcote des de les eleccions de 2005. És membre del Partit Nacional i forma part del gabinet de John Key.

## Inicis
Coleman va néixer el 23 de setembre de 1966. Va realitzar els seus estudis secundaris a l'Auckland Grammar School. Després estudià a la Universitat d'Auckland on es graduaria amb un doctorat el 1991. Va ser doctor a Nova Zelanda, el Regne Unit i Austràlia. El 2000 es graduà amb un MBA de l'Escola de Negocis de Londres. Va retornar-se'n a Nova Zelanda el 2001.
Va treballar per PricewaterhouseCoopers com a consultant sobre la medicina i després com a metge de capçalera a Otara, a l'est d'Auckland.

## Diputat
| Parlament de Nova Zelanda |      |                |        |          |
| Anys                      | Leg. | Circumscripció | Llista | Partit   |
| 2005-2008                 | 48   | Northcote      | 35     | Nacional |
| 2008-2011                 | 49   | Northcote      | 29     | Nacional |
| 2011-actualitat           | 50   | Northcote      | 16     | Nacional |

En les eleccions de 2005 fou escollit com al candidat del Partit Nacional a la circumscripció electoral de Northcote. A més, es trobava 35è en la llista electoral del Partit Nacional. En aquesta circumscripció Coleman guanyà amb el 49,36% del vot contra el 42,38% d'Ann Hartley del Partit Laborista. Northcote fou l'única circumscripció d'Auckland que passà de mans del Partit Laborista al Partit Nacional en aquestes eleccions.
En les eleccions de 2008 va incrementar la seva majoria electoral a 57,87%. En segon lloc quedà Hamish McCracken del Partit Laborista amb el 30,97% del vot. Coleman es trobava 29è en la llista electoral del Partit Nacional.
En les eleccions de 2011 Coleman marginalment incrementà la seva majoria electoral al rebre el 58,46% del vot. Paula Gillon del Partit Laborista quedà segona al rebre el 29,46%. Es trobava 16è en la llista electoral del seu partit.

### Ministre
En guanyar el Partit Nacional les eleccions de 2008 Coleman fou nomenat com un dels ministres del gabinet de John Key. En aquest primer gabinet de Key fou el Ministre d'Immigració i el de Radiodifusió. En el segon gabinet de Key cessà de ser Ministre d'Immigració i Radiodifusió al succeït per Nathan Guy i Craig Foss respectivament. Succeint a Wayne Mapp i Tony Ryall respectivament, fou nomenat Ministre de Defensa i de Serveis Estatals.

## Vida personal
Coleman està casat i té dos fills.